# Albuca steudneri
Albuca steudneri là một loài thực vật có hoa trong họ Măng tây. Loài này được Schweinf. & Engl. mô tả khoa học đầu tiên năm 1892.